# MTK (jégkorong)
Az MTK jégkorong szakosztálya 1946 és 1951 között az első osztályú magyar jégkorongbajnokság egyik legmeghatározóbb csapata volt. Megszűnésüket követően 2010-ben újjáéledt a szakosztály és MTK Meteor néven utánpótlás nevelésbe kezdtek bele.

## Története
A szakosztály 1946-ban alakult meg, azután hogy a Budapesti Korcsolyázó Egylet jégkorong csapat játékosai testületileg kiléptek a BKE-ből és együttesen, mint komplett csapat jelentkeztek felvételre az MTK sportegyesületénél. Az MTK nemzetközi szereplései ez időben biztatóak voltak. Svájcban, Franciaországban, Ausztriában, igyekeztek hasznos szakmai tapasztalatokat szerezni. Az 1946–1947-es szezonban vettek részt először a bajnokságban. 
Az 1950. évi bajnokságban Textiles néven szerepelt az MTK a 2. helyen végzett. 1951. évi szezonban Bp Vörös Lobogó néven a 3. helyen végzett. Az idény befejezésével az MTK jégkorong szakosztálya megszüntette működését, majd a játékosok a Budapesti Postás egyesületbe igazoltak.
A szakosztály 2007-ben egy szezonra feltámadt. A kezdeti tervekben eredetileg szerepelt egy felnőtt férficsapat indítása is, de végül csak egy női csapat indult el a bajnokságban MTK Meteor néven és harmadik helyen végzett.
2010-ben a szakosztály újjáéledt MTK Meteor néven és az ürömi Dragons egyesülettel összeolvadva utánpótlás nevelésbe kezdtek bele. Hosszabb távú terveik között szerepel egy női- és egy férfi felnőttcsapat indítása is.

## A csapat sikerei
- Magyar bajnokság: 3-szoros bajnok
  - 1946/47, 1947/48, 1948/49
- Magyar bajnokság: 1-szeres ezüstérmes
  - 1949/50
- Magyar bajnokság: 1-szeres bronzérmes
  - 1950/51

## A felnőtt csapat játékosai csapat játékosai (1946–1951)
| - Bán József (1946–1947) - Bárány István (1949–1951) - Barna Péter (1946–1949) - Becsei (1950–1951) - Blaske Károly (1946–1951) - Elek György (1946–1949) - Endrei Géza (1946–1948) - Endrei Tamás (1946–1948) - Gergely András (1946–1948) - Gubó Gábor (1949–1951) - Helmeczi Frigyes (1947–1951) - Hircsák István (1946–1951) - Kenderesi Balázs (1946–1949) | - Lőrincz (1950–1951) - Miks Károly (1949–1951) - Nagy Károly (1950–1951) - Reiner Béla (1948–1950) - Rendi János(1947–1951) - Sárai Endre (1946–1948) - Spielberger (1946–1948) - Szabó (1949–1950) - Szamosi Ferenc (1947–1951) - Szeghy Ferenc (1946–1950) - Tele Simon (1946–1948) - Telkes Károly (1949–1951) - Vagyóczky István (1949–1951) |

## Külső hivatkozás
- MTK Meteor hivatalos weboldala
- MTK Sport Klub hivatalos weboldala